# Црвена зона
Црвена зона (фр. Zone rouge) је име за 120.000 хектара земље на североистоку Француске која је физички била уништена током Првог светског рата. Услед стотина хиљада људских и животињских тела и милиона неексполидираних мина које контаминирају земљиште, неке активности попут прављена кућа, пољопривреде или шумарства, привремено су или трајно забрањене француским законима. Неким селима је забрањено да се поново праве.
Неке рестрикције у црвеној зони постоје и данас, иако су највећим делом укинуте.